# 오제키촌 (후쿠이현)
오제키촌(大関村)은 후쿠이현 사카이군에 설치되었던 촌이다. 현재의 사카이시 북부에 해당한다.